# František Listopad
František Listopad, született Jiří Synek, Portugáliában Jorge Listopad (Prága, 1921. november 26. – Lisszabon, Portugália, 2017. október 1.) cseh író, költő, esszéíró.

## Művei
Verseskötetek
- Sláva uřknutí (1945)
- Vzduch (1948)
- Svoboda a jiné ovoce (1956)
- Černý bílý, nevím (1973, Köln)
- Nástroje paměti (1982, München)
- Soukromé sklenářství v Brně (1991)
- Final Rondi (1992)
- Oprava houslí a kytar (1996)
- Krleš (1998)
- Příští poezie (2001)
- Milostná stěhování (2001)
- Rosa definitiva (2007)

Prózai művek
- První věta
- Malé lásky (1947)
- Jarmark
- Boj o Venezuelu (1947)
- Umazané povídky (1955)
- Zlý pes bez zahrady (1996)
- Chinatown s Rózou (2001)
- Kaninchen

Esszék
- Tristan čili zrada vzdělance (1954, Bécs)
- Byty a prostory (1958, München)
- Tristan z města do města (1997)

Antológiák
- Daleko blízko (1993)
- První věty (1996)